# Aimé Morot

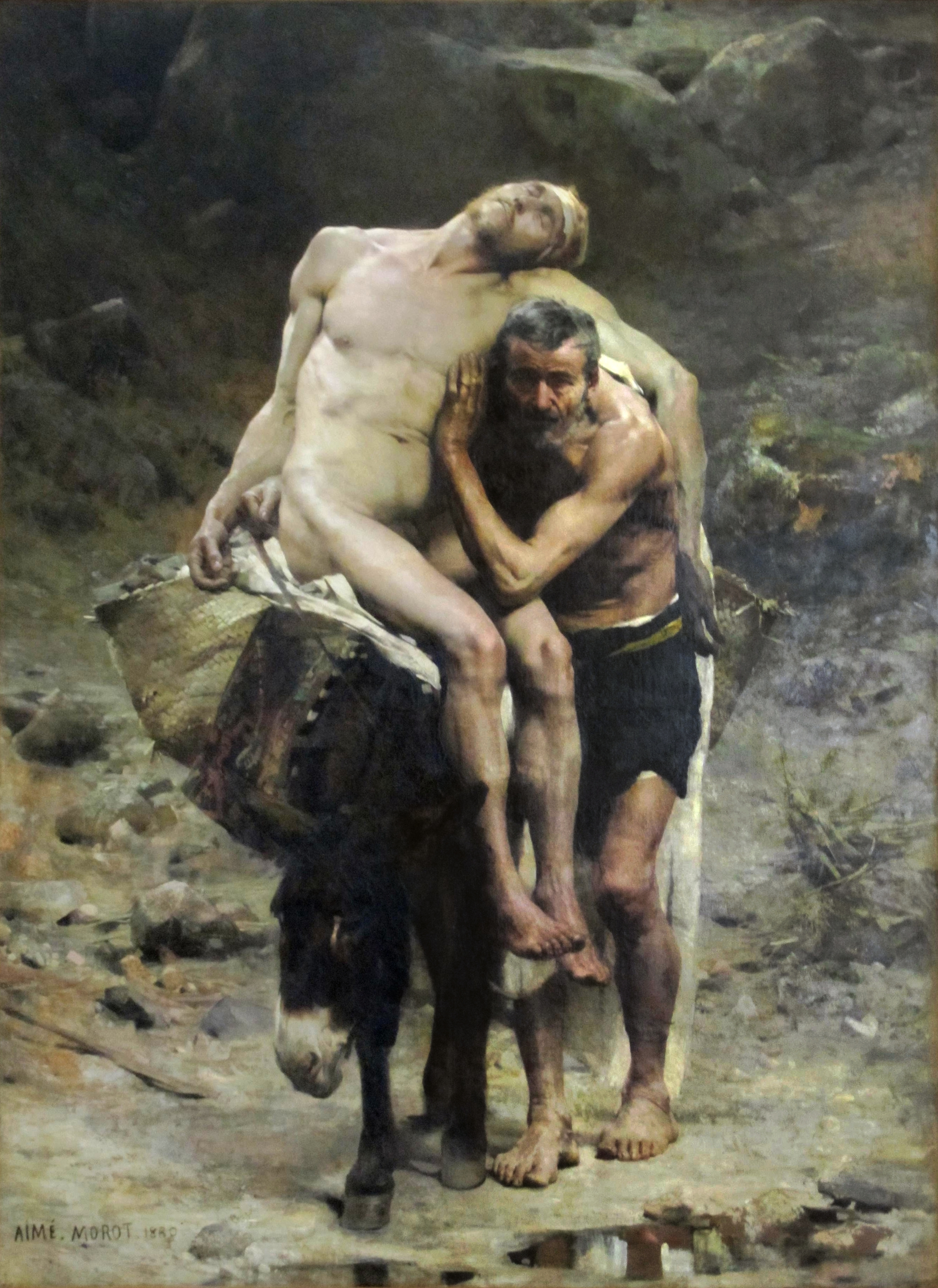
Aimé Morot, Der barmherzige Samariter, 1880

Aimé Nicolas Morot (* 16. Juni 1850 in Nancy, Département Meurthe-et-Moselle; † 12. August 1913 in Dinard, Département Ille-et-Vilaine) war ein französischer Maler des akademischen Realismus.

## Leben
Morot bekam seinen ersten künstlerischen Unterricht in seiner Heimatstadt (Atelier Thierry).  Später ging er nach Paris und wurde für zwei Wochen Schüler an der École des Beaux-Arts. Da er sich mit seinen Lehrern – u. a. Alexandre Cabanel – nicht verstand, verließ er die Schule wieder und bildete sich weitgehend autodidaktisch weiter.
Aus dieser Zeit stammen viele seiner Skizzen aus dem Jardin des Plantes (Botanischer Garten). Seine Selbstbildung schien erfolgreich zu sein, da er bereits 1873 durch die Académie des Beaux-Arts mit dem Prix de Rome ausgezeichnet wurde. Um diese Zeit heiratete er in Paris eine Tochter des Malers Jean-Léon Gérôme.
1880 konnte Morot erfolgreich bei der Ausstellung des Salon des Artistes Français debütieren. In Folge war er bis 1912 bei diesen jährlich stattfindenden Ausstellungen regelmäßig zu sehen. 1898 wurde er Mitglied der Académie des Beaux-Arts.

## Rezeption
In seinen frühen Werke ließen Morots Werke noch keinen eigenen Stil erkennen. Zu einem solchen fand Morot aber spätestens durch seine Porträtmalerei. Alleine und zusammen mit seiner Familie unternahm er einige Studienreisen nach (und durch) Nordafrika und dem Nahen Osten. Auf diesen Reisen entstanden aber kaum Bilder und die wenigen lassen ihn auch nicht wie viele seiner Kollegen zu einem Vertreter des Orientalismus zählen.

« Je me suis assise enface du Morot avec une lorgnette et je l’ai étudie. C’est le tableau qui me fait le plus complétement plaisir depuis que j’existe. Rien n’accroche, tout est simple, vrai, bien; tout est fait d’apres nature et ne rappelle en rien les affreuses beautés académiques et convenues. C’est adorable à regarder; la tête de l’âne est bien, le paysage, le manteau, les ongles des pieds. C’est heureux, c’est juste, c’est bien. »

## Werke (Auswahl)
- Le bon Samaritain. 1880.
- Martyr de Jésus de Nazareth. 1883.
- Rezonville. 1886.
- Reichshoffen. 1887.
- Portrait de Ernest Hébert. 1887.
- Édouard Detaille.
- Retour de la chasse au lion.
- Barthélemy Crépy.
- Portrait de S.A.R. la duchesse d’Alençon.
- La Tentation de Saint Antoine (1902).